# Totenleuchte

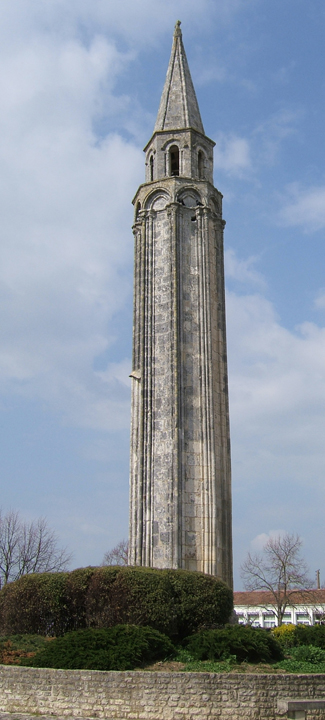
Totenlaterne von Saint-Pierre-d’Oléron

Als Totenleuchte im engeren Sinn wird ein im Mittelalter auf Friedhöfen errichtetes freistehendes Bauwerk bezeichnet, das in seinem oberen Teil eine mehrseitig geöffnete Laterne enthält. Häufig wird der Begriff auf Lichthäuschen und Lichtnischen an Gebäuden im Kirchen- und Friedhofsbereich ausgedehnt, in die ebenfalls eine Lichtquelle eingebracht werden kann. Synonyme für beide Bauformen sind Friedhofsleuchte, Kirchhofslaterne und (Arme-)Seelenlicht. Ebenfalls bekannt ist der französische Begriff Lanterne des morts, der in einigen Reiseführern mit „Totenlaterne“ übersetzt wird.
Wie andere vergleichbare, aber meist kleinere Monumente (Wegkreuze, Hosianna-Kreuze etc.) sind die Totenleuchten sichtbarer Ausdruck des  Memorialwesens.

## Formen
Kleinere Säulen mit Tabernakel außerhalb von Friedhöfen werden häufig ebenso wie freistehende Totenleuchten als „Lichtsäulen“ bezeichnet. Zur Unterscheidung sollten diese jedoch als „Lichtstöcke“ bezeichnet werden. Aus ihnen entwickelten sich nach Franz Hula Bildstöcke, bei denen der tabernakelartige Aufsatz mit Reliefs, Bilddarstellungen und Kleinplastiken verziert und nicht mehr beleuchtet wurde. Diese beiden Formen von Kleindenkmälern wurden nebeneinander verwendet, gingen ineinander über und tauschten teilweise ihre Funktion. So wurden an Bauwerken, die nicht für eine Beleuchtung ausgelegt wurden, dennoch teilweise Kerzen platziert und Laternen montiert, z. B. am Gedächtnis Allerseelen (Armeseelenlicht). Daher empfahl Hula 1970 bei Unkenntnis, die Begriffe „Nischen-“ oder „Tabernakelpfeiler“ zu verwenden. Hierzu gehören Pest- und Armesünderkreuze sowie ähnliche Bauwerke vor Siechenhäusern und Leproserien.
Nach dieser Differenzierung 1970 von Franz Hula fand sie beispielsweise Mitte der 1990er-Jahre Eingang in den Leitfaden zur Klein- und Flurdenkmaldatenbank für Niederösterreich und Salzburg. Hulas Werke zu Totenleuchten in Österreich aus den Jahren 1948 und 1970 wurde 2022 überarbeitet und neu publiziert. Es wird jedoch inzwischen kritisiert, dass Hulas Systematik und Theorie zur Entstehung von Bildstöcken aus Totenleuchten nur für Bildstöcke im Alpenraum, besonders in Österreich gelte und nicht auf andere Landschaften, wie z. B. Franken, übertragen werden könne.

## Freistehende Totenleuchten

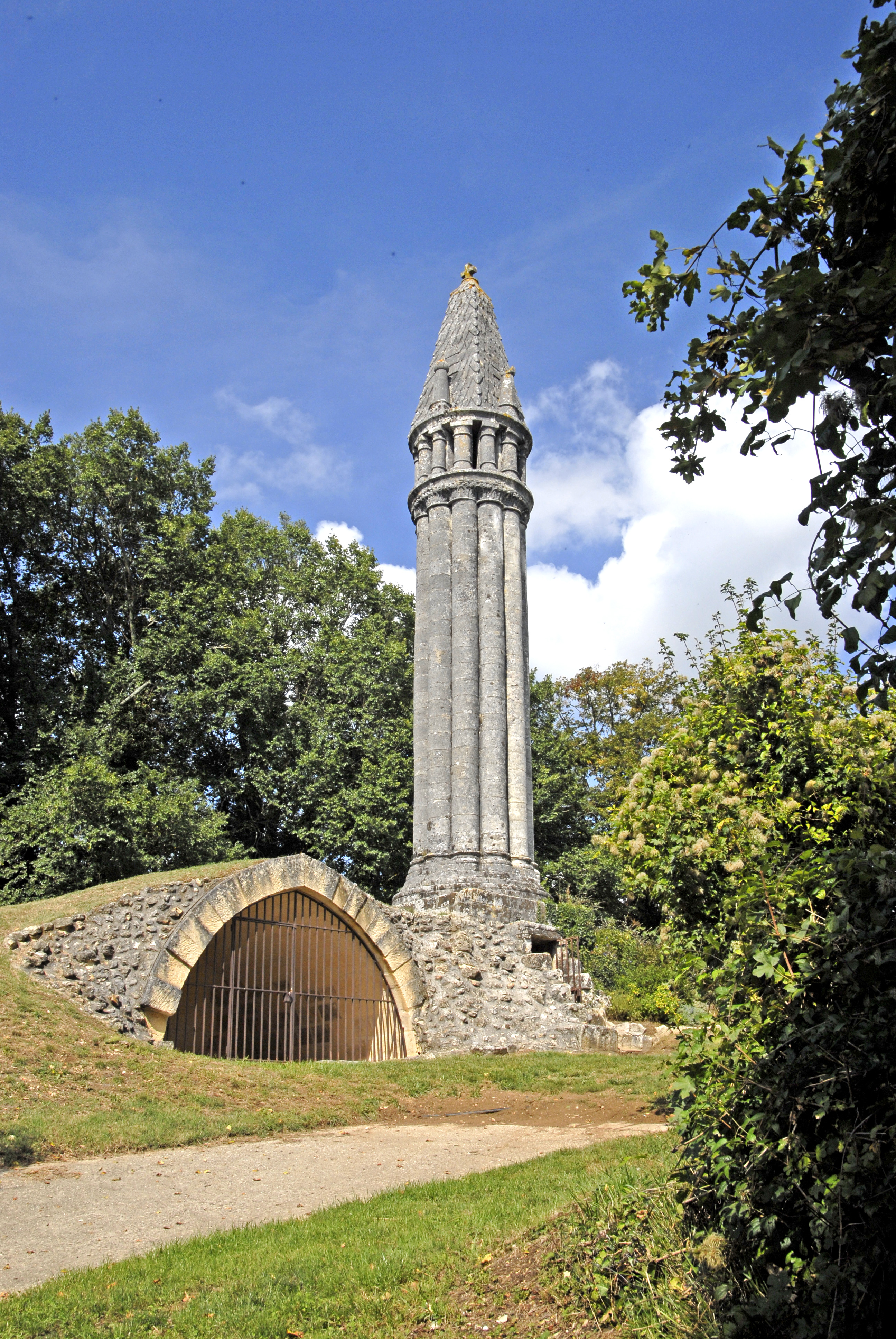
Totenlaterne von Fenioux neben einer Gruft

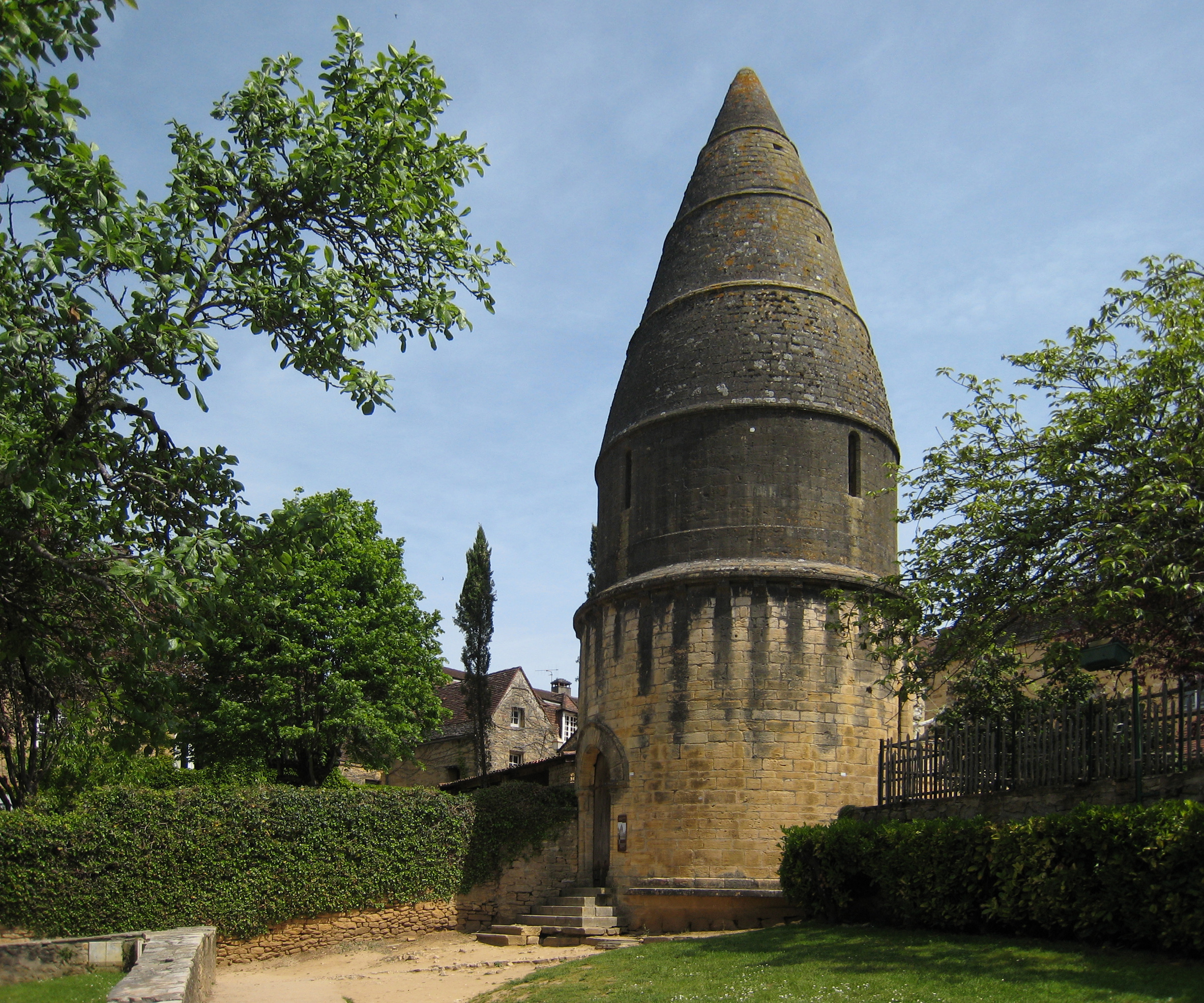
Totenlaterne von Sarlat-la-Canéda

Hula bezeichnete 1948 diese freistehenden Totenleuchten als die „älteste Form“ des Bildstocks. Er ist charakterisiert durch einen polygonalen (meist achtseitigen) Schaft, ein polygonales mehr- oder gegenseitig geöffnetes Lichtgehäuse sowie einen polygonalen Pyramidenhelm. Hula bezeichnete diese Totenleuchte auch als „französischen Typ“, da die frühesten und gleichzeitig imposantesten Spuren dieser Tradition im Westen Frankreichs zu finden sind:

### Frankreich
- In Cellefrouin (Charente) existiert eine Totenleuchte, die wahrscheinlich aus dem 12. Jahrhundert stammt. Die Lampe wurde über einer Tür platziert, die sich drei Meter über der Plattform mit Ädikula befindet, und angezündet, wobei man sie vermutlich nur über eine Leiter erreichen konnte.[6]
- Das Licht der Totenlaterne aus dem 12. Jh. in Journet ließ sich über eine Seilrolle an die Spitze der Säule befördern.
- Das Dorf Ciron (Indre) besitzt ein besser erhaltenes Exemplar als Cellefrouin vom Ende des 12. Jahrhunderts. Im Gegensatz zur Totenleuchte von Cellefrouin, die keine Öffnung im Kopfbereich besitzt, ist der Kopf dieses Bauwerkes mit mehreren Öffnungen versehen.[6]
- Vom Anfang des 13. Jahrhunderts datiert eine Stele in Zylinderform auf einer quadratischen Basis im Zentrum des heutigen Friedhofs des Dorfs Château-Larcher. Angezündet wurde sie mittels einer brennenden Öllampe, die über eine Seilrolle an die Spitze der Säule befördert werden konnte. Bekrönt wird sie von einem Tatzenkreuz, das sich erst seit dem Jahr 1840 an ihrer Spitze befindet.[6]
- Mitte des 13. Jahrhunderts wurde die Totenleuchte in Antigny (Vienne) auf einer mehrstufigen Plattform errichtet. Der Grundriss ist quadratisch, die Lampe wurde über eine Seitentür an die Spitze gebracht, die vier Öffnungen besitzt und vermutlich ebenfalls mit einem Kreuz besetzt war.[6]
- Die Totenlaterne von Cubas, Département Dordogne, stammt aus dem 13. Jahrhundert.
- Die Totenlaterne von Fenioux (Charente-Maritime) ist eines der größten Exemplare im Poitou. Sie wurde aus elf runden Säulen erbaut, die im Kreis aufgestellt wurden. Innen befindet sich eine Wendeltreppe mit 33 Stufen, die zum Kopf führt. Auch dieser wurde aus einzelnen Säulen errichtet, die im Gegensatz zum unteren Teil Zwischenräume aufweisen, um lichtdurchlässig zu sein. Neben einem lateinischen Kreuz wurde der Helm zudem mit vier kugelbekrönten kurzen Säulen verziert.[6]
- Die Totenleuchte von Culhat (Puy-de-Dôme) ziert sogar das Wappen der Gemeinde:

Wappen von Culhat
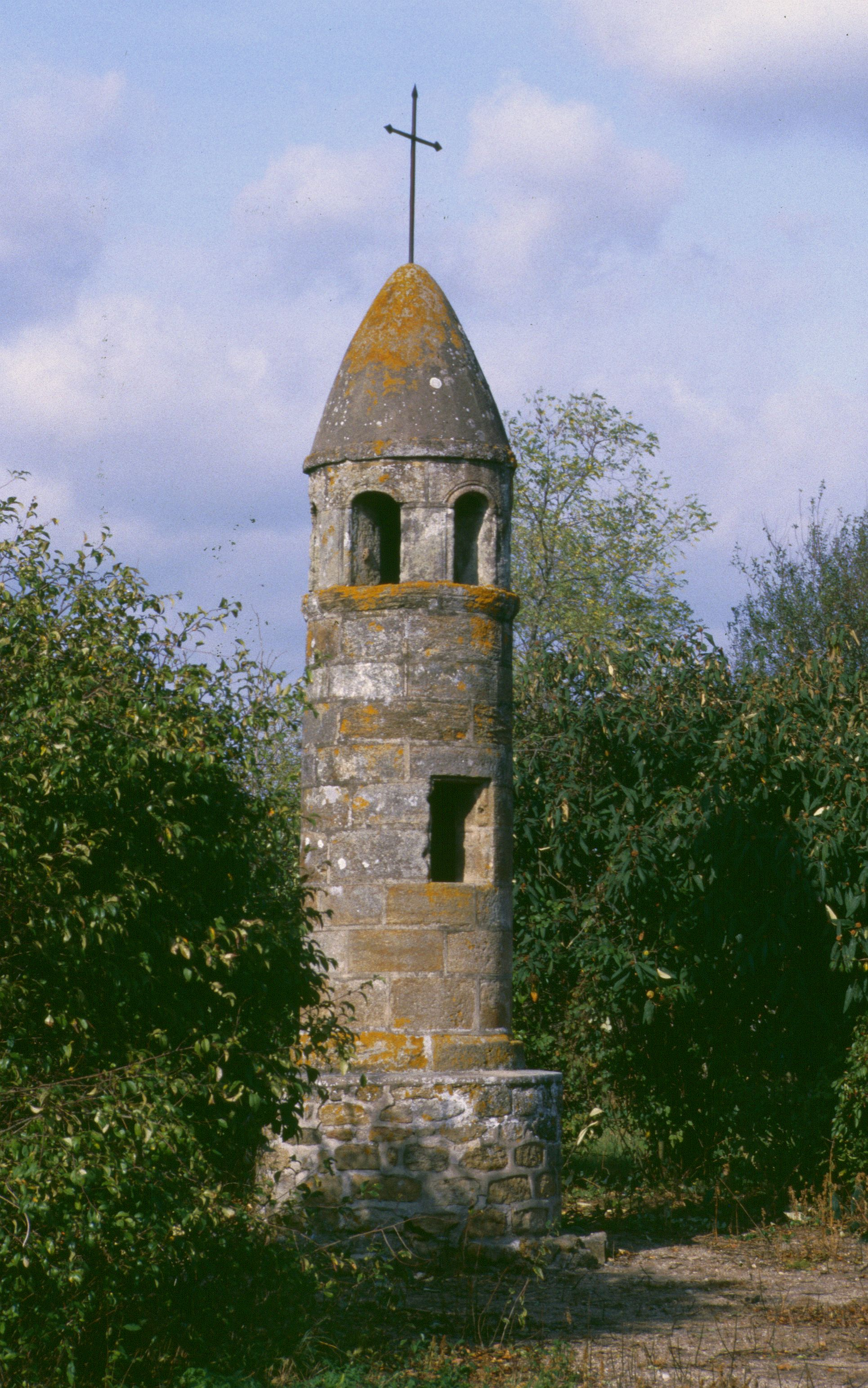
Totenleuchte von Culhat
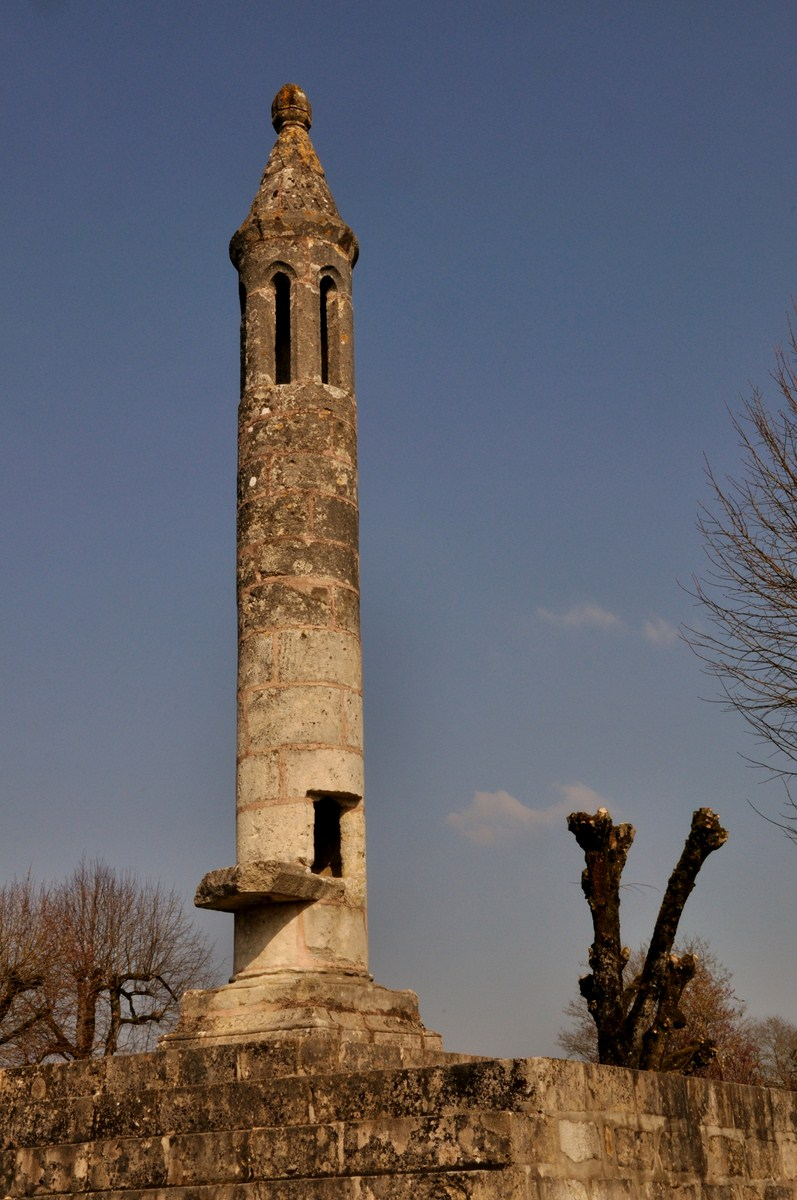
Totenleuchte von Ciron

- Das ebenfalls „Lanterne des Morts“ genannte und ins 12. Jahrhundert datierte Gebäude auf dem ehemaligen Friedhof oberhalb der Kathedrale von Sarlat (Périgord) unterscheidet sich grundlegend von den bisher genannten Totenleuchten: Es ist ein dicker Rundturm mit einem wesentlich größeren Durchmesser als alle anderen Totenleuchten. Sein Untergeschoss enthält einen Raum (Kapelle?). Das Obergeschoss hat vier kleine Öffnungen, ist also für das Aufstellen oder Anbringen von Lichtern im Innern eher ungeeignet.

### Österreich

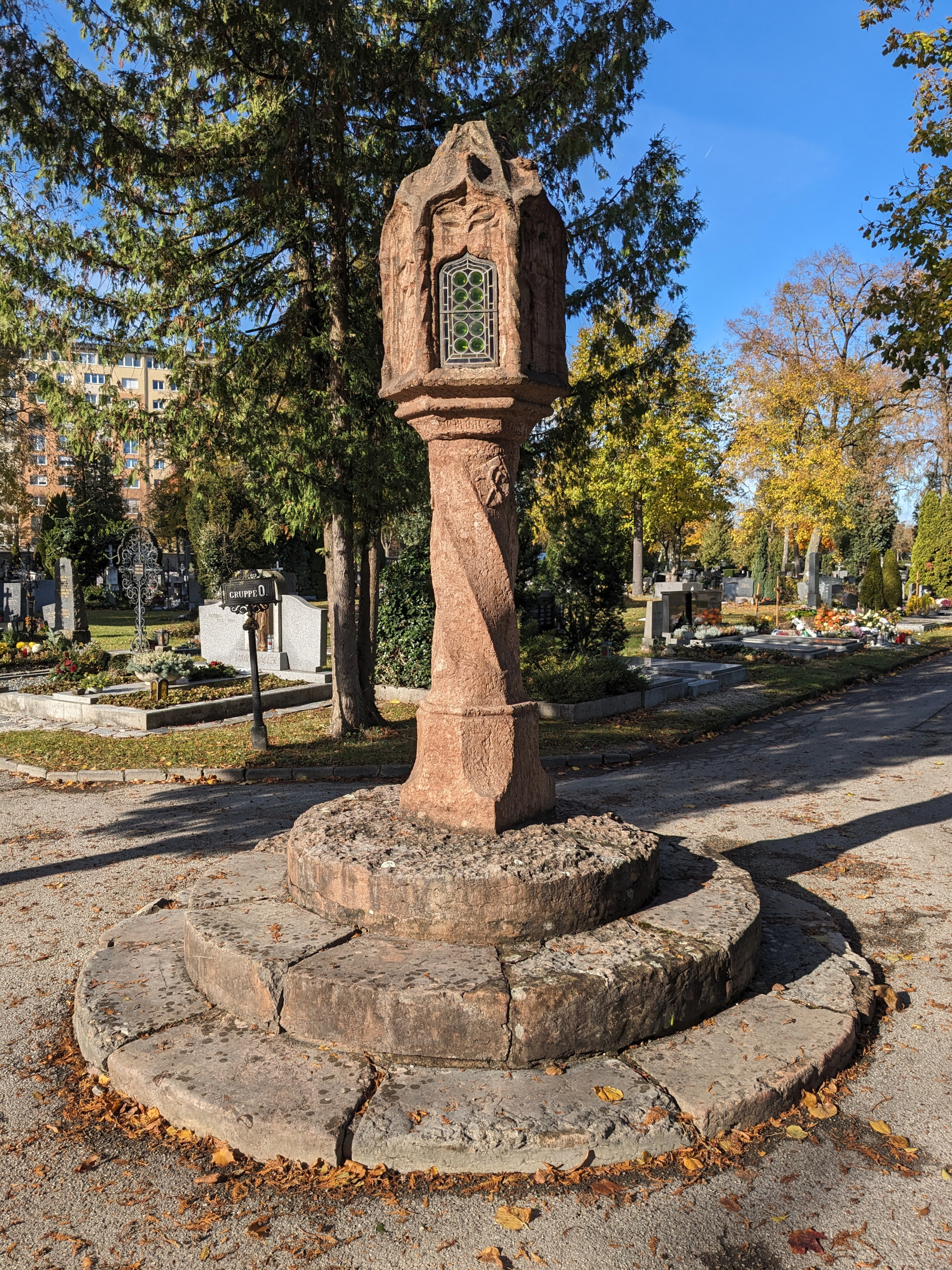
Spätgotische Lichtsäule am Stadtfriedhof Wels

Möglicherweise über Zisterziensermönche gelangte das Konzept der Totenleuchten nach Kärnten, wo heute noch acht Exemplare erhalten sind, so die beiden gotischen Säulen aus dem 13. Jahrhundert in Köttmannsdorf und Keutschach am See. Ein weiteres Exemplar, gestiftet im Jahr 1469, befindet sich im oberösterreichischen Lorch, einem Stadtteil von Enns. Die Tutzsäule, eine mit Reliefs aus der Leidensgeschichte Christi geschmückte Totenleuchte von 1381, steht vor der Stiftskirche Klosterneuburg in Niederösterreich. Josef Dünninger bezeichnete sie 1952 jedoch als Pestkreuz und sie wäre damit laut Hula zwar ein Lichtstock, aber keine Totenleuchte. Hula schrieb 1970, dass in einige dieser Friedhofsleuchten noch zu seiner Zeit an Allerseelen brennende Kerzen gestellt und sie daher teilweise auch als „Kerzenturm“ bezeichnet wurden.
Wenige Exemplare aus den Anfängen der österreichischen Totenleuchtenkultur in der Mitte des 13. Jahrhunderts sind noch der Romanik zuzuordnen, der Großteil jedoch der Gotik. Das Ende der Errichtung von Totenleuchten wird auf das frühe 17. Jahrhundert datiert.

### Deutschland

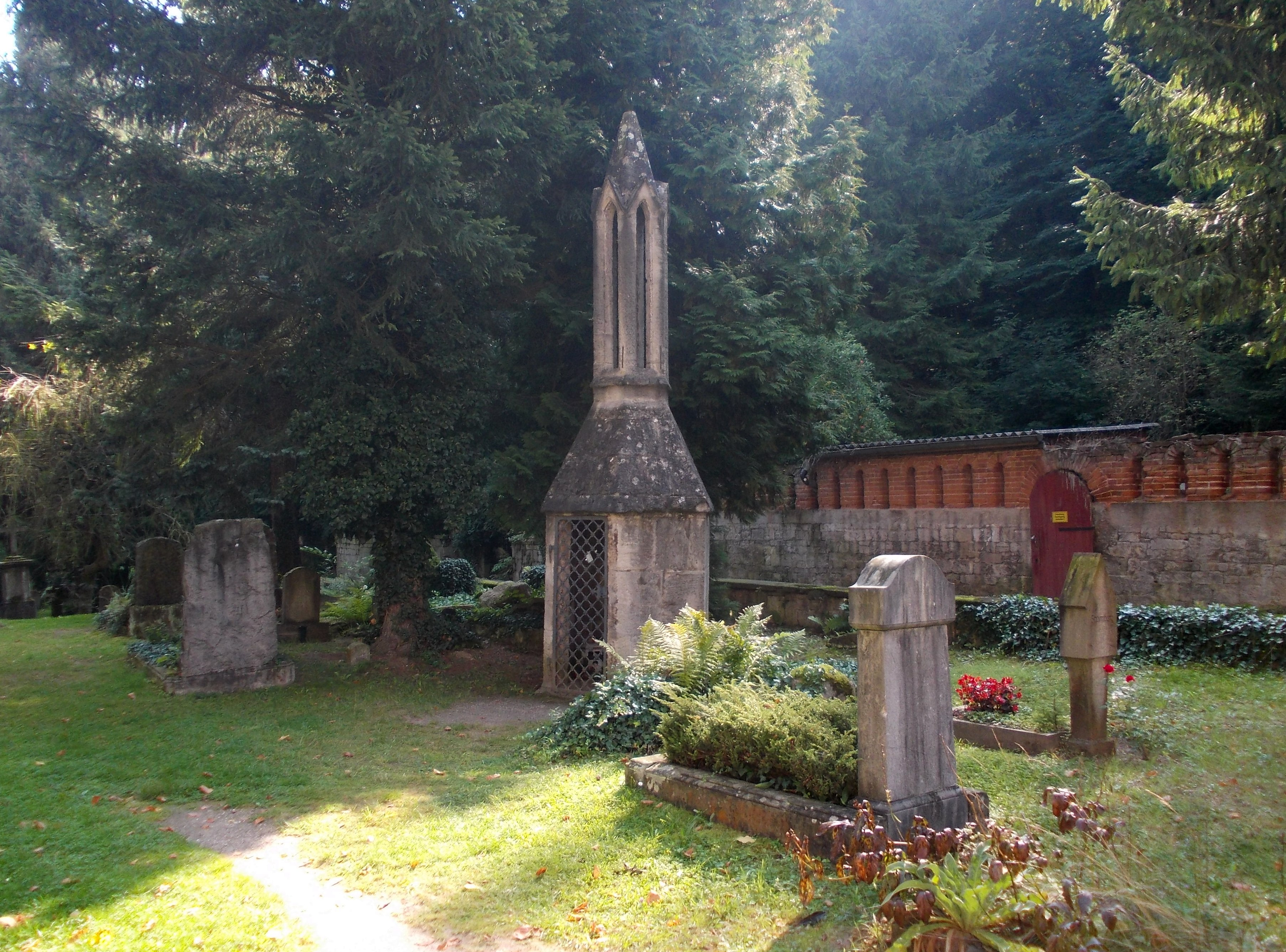
Totenleuchte im Friedhof des Zisterzienserklosters Pforta

Die älteste Totenleuchte Deutschlands ist die 1268 im Friedhof des Zisterzienserklosters Pforta errichtete Totenleuchte. Gelegentlich wird dieser Titel auch der Mordsäule für den Bischof Konrad von Querfurt beim Würzburger Dom zugewiesen. Das kurz nach dem Mord errichtete Bauwerk ist laut Hula jedoch  nur ein Lichtstock.

### Italien
- Eine gotische Totenleuchte aus dem Jahr 1483 steht in der Mitte des Alten Friedhofs in Brixen.
- Im Innenhof des Brixner Domkreuzgangs befindet sich eine gotische Totenleuchte aus der Zeit um 1500.

## Lichthäuschen und -nischen

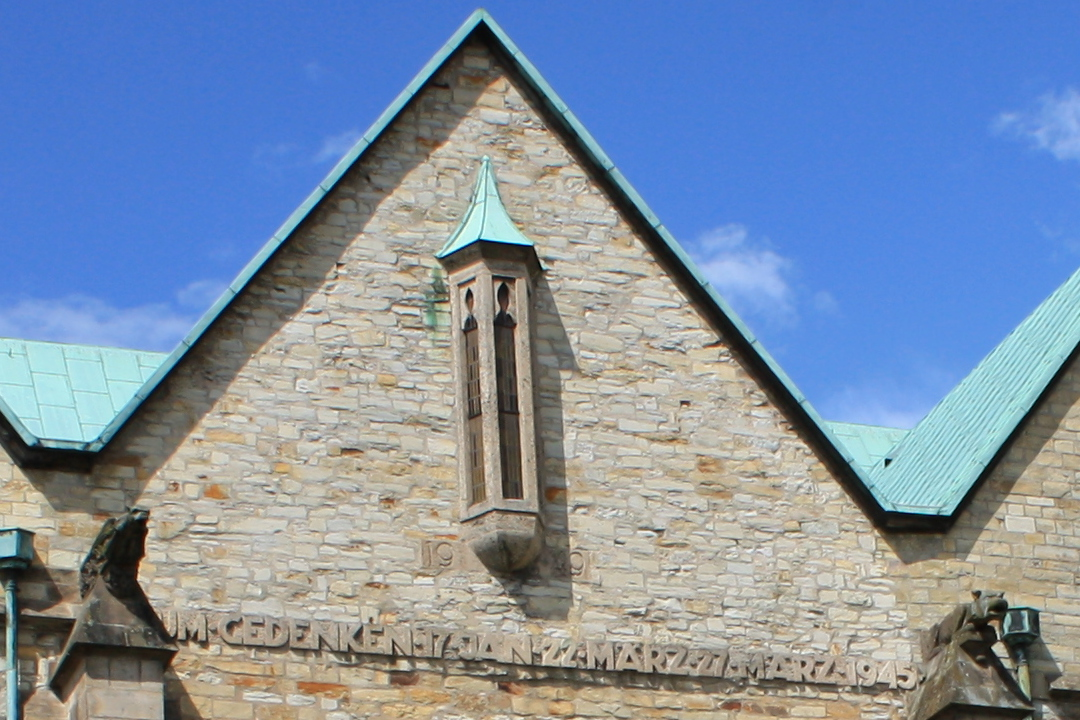
Lichterker am Paderborner Dom

Es gibt auch Leuchten, die an der Innenwand einer Kapelle, Kirche oder eines Beinhauses angebracht waren, wie z. B. im Kreuzgang im Augsburger Dom. An der Außenwand angebrachte Totenleuchten nennt man „Lichterker“.
Nach dem Zweiten Weltkrieg wurden Totenleuchten auch zum Gedenken an die Kriegsopfer errichtet. Die Totenleuchte am Paderborner Dom brennt beispielsweise nur am 17. Januar, 22. März und 27. März. Dies waren die Tage der schwersten Luftangriffe auf Paderborn im Jahr 1945.